# 鬼頭恭一

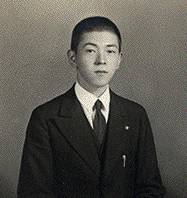
鬼頭恭一（東京音楽学校の制服を着て）

鬼頭 恭一（きとう きょういち、1922年(大正11年) 6月10日 - 1945年(昭和20年) 7月29日）は日本の作曲家。東京音楽学校本科在学中に学徒出陣、終戦17日前に霞ヶ浦航空隊で飛行訓練中に事故死した。戦後70年にあたる2015年、戦死した遺骨が故郷の愛する人の元に帰る情景を描いた歌曲「雨」が初演された。

## 略歴

### 幼少期
大正11年(1922年)6月10日、名古屋中心地で酒問屋を営む父・儀一、母・成子の四人兄妹の長男として生まれる。実家近くにあったキリスト教系の幼稚園で賛美歌を耳にした事が、恭一の音楽の原点であった。幼少期の恭一について２歳年下の弟・哲夫は次のように証言している。
兄は幼い頃から「珍しいもの、新しいもの」を好み、やりたいことや欲しいものはとことん追求しなければ気が済まない「やんちゃくちゃ」(当時の名古屋弁) な腕白小僧で、しょっちゅう両親を困らせていました。科学雑誌「子供の科学」を定期購読し、私を巻き込んで模型飛行機や発電機・モーターなどの制作に夢中になり、時には手製地雷などを創作し野外で爆発させて、大人たちを驚かせる事もありました。その一方、JOCK (現NHK名古屋) にハーモニカで出演したり、子供劇団に参加して主役を演じたりもしています。勉強などまったくしなかったのに昭和10 (1935)年、名門・愛知一中（現・旭丘高校）に合格しました。進学してからの兄は相変わらず勉強はそっちのけで、自分の好きな事だけをやる不良少年でした。 しかし正義感は人一倍強く、同級生にビンタを喰らわせた教師に詰め寄り、謝罪を勝ち取った事もありました。
 中学二年の時、弟・哲夫ら3人で出かけた恵那山で遭難、新聞にも連日取り上げられた。そのときの事を妹・明子は次のように証言している。
数日後発見・保護された時、哲夫は用意されたお粥も食べられないほど疲労困憊していたのですが、恭一はお粥どころか、そばにあった炒り豆を全て平らげてしまったので、その強さとがむしゃらぶりに皆が驚いたそうです。

### 東京音楽学校を目指して
愛知一中四年生の頃、恭一は突如音楽で身を立てる決心をし、ピアノのレッスンを開始した。その頃の恭一の様子を弟・哲夫、妹・明子は次のように証言している。
兄の音楽に対する思いは一途なもので、他の教科に全く興味を持たなくなるほどでした。
兄が当時のいわゆる電蓄でクラシックのレコードを聴いているとき、コソッと音を立てようものなら、声には出さなかったものの、ものすごい眼でにらみつけられました。だからレコードを聴き始めたときには、抜き足差し足でこっそり部屋を出るようにしていました
 また後に音楽学校・選科で机を並べた讃井千恵子は、恭一から次のようなエピソードを聞いている。
子供の頃はあまり弾かなかったピアノのレッスンを受けるため、出かける時商家の玄関からでは気まずいので、二階の裏窓から外出着と楽譜を縄で吊り下ろした後下着に近い格好で家を出、外で服を着てレッスンに通い、また何食わぬ顔で帰り荷物を二階に吊り上げたそうです。。
 昭和15年(1940年)3月、愛知一中を卒業後両親の反対を押し切り上京。田園調布にある親戚の佐藤家に身を寄せながら、東京音楽学校作曲科入学を目指し本格的な音楽の勉強を開始した。やがて両親の許しも得てピアノを買ってもらい、猛練習に励む。同年9月7日、東京音楽学校・選科に入学。選科はお茶の水にあり「上野の分教場」と呼ばれていた。音楽学校を目指す者のみならず広く一般に音楽を教授する役割を担っており、希望者は全員入学することが出来た。選科入学式の模様を、讃井千恵子は次のように記している。
東京音楽学校選科入学式のとき、黒い詰衿の学生服を着た作曲科の男の子がいた。童顔の、いやに生っ白いのが印象に残っていた。
この頃恭一は満州国建国一周年奉祝楽曲に応募し入選、七宝焼の大きな花瓶を贈られている。白い歯を見せ、はにかみながら恭一は次のように話していたという。
ベットに腹ばいになって、角砂糖かじりながら書いた曲がはいって、申し訳ないことしちゃった。
やがて恭一は親戚宅近くの借地に小さな家を建ててもらい、遠縁の叔母の世話を受けながら選科のレッスンに通うと共に、ピアノを水谷達夫、作曲を細川碧の個人教授で勉強を重ねた。ただ昼夜を問わずピアノを弾き続けたため、近所から「時局柄不謹慎である! 」と新聞に投書されたりもしている。新聞を手にしながら恭一は次のように語っている。
「コマタオトノスケ(駒田音之助？)という名前の投書だ。＜困った音＞のつもりだろう。住所は書いてないが、向かいのおやじにちがいない。ピアノなんぞに現をぬかすとは時節柄怪しからぬことだとほざいておる」
昭和17年2月、佐藤家の長男・正宏がビルマで戦死、恭一は彼を追悼する「鎮魂歌」（レクイエム）を作曲、献呈した。この「鎮魂歌」は現在残されている恭一の作品中、最初期のものである。

### 東京音楽学校
昭和17年(1942年）4月、東京音楽学校（現・東京藝術大学）作曲科・予科への入学を果たす。同期に團伊玖磨、大中恩、村野弘二がいた。音楽学校では信時潔、細川碧に作曲を師事するほか指揮法も学んだ。翌年4月には作曲科・本科へ進級、同期は恭一のほか團伊玖磨、大中恩、島岡譲、村野弘二、友野秋雄、竹上洋子の計7名であった恭一の短い音校生活の様子を伝えるエピソードが幾つか残されているので、以下に記す。
音校時代僕は副科でラッパやってたんだけど、ある日鬼頭が「ちょっとラッパ持って、一緒に来てくれ」って言うんだ。どこ行くのかなーとついてったら、寮らしい建物の前で「ラッパ吹け」という。何でこんなとこで、と思いながらパッパーとやったら、窓から一斉に若い女の子が顔を出した。もう恥ずかしったらありゃしない。やがて玄関から一人の女の子が出てきて、鬼頭と嬉しそうに喋ってる。「あー彼女がいるんだ、いいなあ」と思ったね。
当時僕の家は教会だったんだけど、鬼頭と團 (伊玖磨)が「パイプオルガンが見たい」と言うので、一緒に連れて行ったんだ。たまたま親父 (大中寅二)がいて出て来たんだけど、鬼頭はまったく怯む様子もなく、生意気な事をいっぱい喋ってる。もうこちらはハラハラ。でも二人が帰ったあと親父が「あの鬼頭という男は、なかなか骨のある奴だ」と言っていた。若い音校生と話ができて、親父もきっと嬉しかったんじゃないのかな。
昭和18年7月、音楽學校生徒は軽井沢で行われた「学徒挺身隊」という名の軍事教練に参加した。一週間位行っていたと思う。他の大学や専門学校の生徒も来ていたが、各学校ごとに纏まって行動していた。僕はそこで管楽器の上級生に殴られた。そのとき「作曲科の奴ら生意気だ」という言葉が飛んできた。その頃の管楽器の生徒の中には、音楽学校へ来る前に学校の先生なんかやってた人が何人かいて、そういう人達からみれば、僕なんか生意気に見えたかも知れない。しかしそういう時に、團伊玖磨なんかは殴られなかった。彼は「やんごとなき家の生まれ」(註/團の父親は男爵・團伊能) だったので、特別扱いされていたようだ。僕は後日海軍に入って日常的に殴られたが、人に殴られたというのは、軽井沢が初めてだった。
兄が学徒出陣で出征する直前の昭和18年秋、名古屋や奈良などで開催された東京音楽学校の演奏旅行の機会に、4、5人の同級生仲間と一緒に家に立ち寄ったときのことです。金さんといって、朝鮮出身のものすごく背が高い人がおり、コントラバス奏者だということでした。作曲科の兄はオケではティンパニーを受け持っていましたが、この日は友人の使うシンバルをリュックに背負っていました。そういう気のやさしいところもあったのです。家で食事をし、お酒も入って、みんなは「四季」の中の秋の歌をうたったりして、にぎやかに騒いでいました。そのとき聞いた話だと思いますが、どこかの演奏会の最中に突然停電があったそうです。ちょうど兄がティンパニーを打っているときでしたが、兄はそのまま拍子をとり続けたので、ほかの人たちも止まることなく演奏を続けられたということでした。指揮者は見えなくても音はきこえるからね、と威張っていました。

### 海軍航空隊
1943年（昭和18年）6月、学徒への動員猶予は撤廃され、本来ならば昭和20年卒業予定の恭一ら本科生も進級5か月後に繰上げ卒業を余儀なくされる。9月21日、徴兵猶予の全面停止が決定。当時音校生は卒業後、陸軍戸山学校軍楽隊に進む者が多かったが、恭一は海軍航空隊を志望した。一種軍装を身にまとい、恭一は満足そうに語っていたという。
同期の團伊玖磨は、陸軍の軍楽隊に入ったが、海のほうが、何と行ってもスマートだから
11月に海兵団入隊後航空機操縦士の適性検査に合格、12月に学徒動員令が下ると10日、第一期飛行専修予備生徒として学徒出陣、呉鎮守府大竹海兵団に入団、翌年2月に三重海軍航空隊に入り5月には基礎教程を終了した。この頃父・儀一と三重へ面会に行った妹・明子は、その時の様子を次のように記している。
私が最後に兄と会ったのは、兄が大竹の海兵団から三重県津の香良洲 (からす)にあった三重航空隊に移った昭和19年の、4月か5月頃でした。正式の面会はできなかったので、外出許可の出た日に、津にあった古くからの取引先の酒屋で会えるよう父が取り計らったそうです。もしもその酒屋に入ったことを見咎められるようなことがあったら、トイレを借りたことにしようというほど慎重にことを運んだと聞きました。検閲の厳しい中で、そのような話をどうやって進めることが出来たのか、今考えると不思議な気もします。さて当日、父と私がそのお店で待っていると、白い布でくるんだお弁当を手に、海軍の制服姿の兄がやってきました。家からは、お腹を空かせているだろうとおはぎをもって行きました。兄のお弁当は、おにぎりと鰯とにんじんの煮付けでした。好き嫌いが多く、肉が好きで野菜嫌いだった兄が、にんじんを指先でつまんで口に運んでいるのを見て妙に感心したものでした。短剣も見せてくれて何か言ってましたが、私にはよく分かりませんでした。
やがて恭一は少尉候補生に任ぜられ、福岡県の築城海軍航空隊に転勤する。築城で同期だった代田良は、のちに恭一の様子を次のように記している。
厳しい訓練にあけくれた飛行時間の合間に、あるいは夜のわずかな休憩時間に、生徒館の一隅で端正な顔をかたむけて、ひとり五線紙にペンを走らせている彼をみることがあった。そんなとき実のところ私は、この激しい訓練の中にあって、なお物に憑かれたように作曲にはげむ彼の姿に、驚きと畏敬にも似たものを感じないわけにはゆかなかった。そして彼が自分とは別の社会の人のようにさえ思えた。
学業途中で海軍に入った彼は上野の音楽学校出身だということで、築城では軍歌演習の指導を受け持たされた。日曜日の夕方軍歌集を高く揚げ、歌いながら行進する二百数人の同級生の大きな輪の中心に、恭一はすっくと立っていた。「如何に強風」とか「黄海の海戦」とかの海軍特有の軍歌をまず彼が一節づつ歌った。同期の総員は恭一が一節を歌うと、それに続けて声をはりあげた。作曲科出身の彼にとっては、この役目は必ずしも嬉しくはなかったと思うが、我々からみればその時の彼は颯爽としていた。
築城に移って5ヶ月ほど経った秋、恭一は代表作となる歌曲「雨」を完成した。（自筆譜に「皇紀2604年（註/昭和19年）10月30日～11月3日作曲完成」の書き込みあり）昭和20年(1945年)2月、特攻隊に志願する。この時の気持を恭一は従兄弟の佐藤正知に次のように語っている。
志願する迄は苦しい。然し出して仕舞い、発表になってしまえば何も苦しむことは無い。
同年4月、かつて東京音楽学校選科で共に学んだ讃井智恵子と、築城で奇跡的に再会する。その時の模様を讃井は「霞ヶ浦追想」の中で次のように記している。
四月、副官だけ椎田の山深くに疎開した。ある日、帰宅のため、椎田駅のホームにいると、にこやかに近づいてくる見知らぬ士官がいた。相手は帽子をとった。額は、はっとするような白さであった。眉から下は黒く、くっきり色分けされた感じである。鬼頭恭一と自己紹介し、入学式の時いっしょだったという。そういえば、こんな人がいたようなという程度の記憶であったが、ともかくその奇遇に驚いた。。
以後は休日ごとにピアノがある讃井家を訪れ作曲に励んだ。5月17日、讃井が作曲した歌曲「惜別の譜」を恭一が四部合唱に編曲。直後命を受け山形県神町航空隊に転属することになる。別れの駅頭での様子を讃井は「ただ一人の弟子」の中で、次のように記している。
ひなびた小さな駅の待合室で、音楽の楽典の本を囲んで話しながらお別れすることにした。まとまった話をするでもなく、楽譜の音程の隔たりを目で追いかけながら頁をめくっていた。ただ時間だけが静かに過ぎて行くように思われた。かつての音大生が二人そこにいた。構内は、ゲートルをつけたおじさんや、モンペを着たおばさん達であふれていた。が、不思議に海軍士官はいなかった。もう帰らねばと思い、立つと、鬼頭さんも立って突然、原語でプッチーニのオペラ「蝶々夫人」の中の「ある晴れた日に」を歌い出した。透き通るようなテナーであった。遠い一点を見つめて、直立不動で歌っている。その声は神々しいまでに澄んで美しかった。まわりの人たちは、一瞬戸惑いを見せたが、海軍の士官さんが歌うておられるけんと、鷹揚に構えてくれていた。私も気恥ずかしかったが、帰るに帰られず黙って俯いて聞いていた。歌が終ったのをきっかけに、私は軽く会釈して下り線のホームの方へと足早に去った。
神町航空隊では九三中練（複葉二人乗り中間練習機/通称「赤トンボ」）で突入訓練を開始するとともに、6月1日付けで少尉に任官。7月1日、霞ヶ浦第312航空隊に赴任。日本初のロケット戦闘機「秋水」搭乗員養成部隊としての訓練を開始した。

### 恭一の死
恭一の霞ヶ浦での様子は「柏にあった陸軍飛行場」(上山和雄・編著)に詳しい。
「312航空隊＝秋水隊」の中核は、全員が大学、高等専門学校の理科系および師範科卒で構成された実験部隊であり、「軍隊というよりは学校のサークルのよう」といわれるほど、アカデミックなものだった。霞ヶ浦航空隊の宿舎である夜、消灯時間を過ぎても士官控え室からはレコードの音楽が流れていた。それは何と「敵性音楽＝ジャズ」。しかし、宿舎に響いた副司令の大声は「士官室、消灯時間を過ぎておるぞ！」決して「流れている曲」を責めるものではなかった。「これが、陸軍や別の部隊ならば・・・」と、隊員の誰もが思ったと言う。航空隊の一人の証言によれば、「ジャズのレコードをかけたのは鬼頭だった」という。厳しい訓練に明け暮れる毎日の、ほんの安らぎのひととき、恭一も間違いなくジャズを聴いていたのだ 。
7月29日、タッチアンドゴーの訓練直後の13時10分、恭一らの機体の直前をヘリコプターが通過、これを避けようとし機体は掩体壕に激突、恭一は23年の短い人生を終えた。終戦まであと17日であった。航空隊から直ちに恭一の名古屋の実家に宛て、殉職の電報が送られた。しかし中心街・錦にあった実家は空襲で焼失、家族は市東部の覚王山に仮住まいしていたため、知らせが届く事はなかった。ただ殉職の翌30日、父・儀一と恭一の婚約者が面会のため霞ヶ浦に着いており、二人も参列し翌日若しくは翌々日、部隊葬が行われた。その際の様子を秋水会関係者が次のように証言している。
彼は学生結婚していたのかなぁ・・・奥さんだか恋人だろうか、ひどく泣いていた方がおられたのを覚えています。
8月4日、儀一に海軍の同僚数名も付き添い8月4日、遺骨は郷里・名古屋に戻った。葬儀の翌日、一人の士官が鬼頭家を訪れ、次のように証言している。
禁じられていたことですが、ヘリコプターが前方を通過しました。それで事故が起こったのです。
決して恭一たちの過失で起った事故ではなかった事を伝えるため、この士官は来訪したのだと親族は察したという。

## 戦後の展開
玉音放送から10日あまりが過ぎた８月26日、恭一と築城で同期だった代田良は、復員のため郷里・長野県に向うべく常磐線で上野へ出て、新宿駅から中央線まわり名古屋行きの列車に乗った。車内は混み合っていたが、やっとの思いで列車の一角に席をしめると、前の席に英霊とかかれた白布につつまれた箱を抱いた一人の娘が座っていた。代田は遠慮がちに、「英霊」はどこで亡くなられたのか、と彼女にたずねた。「霞ヶ浦の航空隊でございます」「やはり、海軍の飛行機乗りであられましたか」「学徒出身でございました」代田はもしかして基地で一緒だった人ではと思い、何期の人かたずねるうち、何とその遺骨は旧友・鬼頭恭一のものということが分かる。以下に代田自身の文章 (「惜別の譜」より) を記す。
私は自分が鬼頭と海軍の同期であり、福岡県の築城航空隊で一緒に訓練をうけ、生活をともにしたことを話した。あまりの知遇に驚きながら彼女に、「失礼ですが、鬼頭中尉の妹さんでしょうか」とたずねた。彼女は美しい少女のような顔を一瞬紅潮させて「鬼頭の妻でございます」とこたえた。私は自分の耳をうたぐった。そして何ともいえない感動にうたれ絶句した。自分と同じ22才にちがいない同期の鬼頭恭一に、こんな幼な妻があったのかと、いいしれぬ悲しみを覚えた。私は鬼頭の遺骨を抱く彼女に、久し振りに会った肉親に対するような思いでいろいろ語り合った。やがて私たちは別れる時が来た。名古屋の生家へ還る鬼頭の遺骨や彼女と、私は辰野の駅でひっそり別れた。彼女たちを乗せた列車が西の山峡に消えてゆくまで、私はホームに立って見送った。人影のなくなったホームにたたずみ、私は暗然たる思いで、あすからの祖国日本を思い、また彼女のこれからの人生を思った。

### 鬼頭さんをしのぶ会と「雨」の録音
昭和50年(1975年)、讃井智恵子が自衛隊の機関誌に書いた恭一の追悼文が愛知一中時代の同窓生の目にふれ、遺族と連絡が取れ、恭一のその後を捜していた團伊玖磨とも繋がった。名古屋で「鬼頭さんをしのぶ会」開催が決まり、同年9月10日、朝日新聞名古屋版に「惜別の譜」自筆譜写真と共に「響け　陣中遺作の曲」と題した記事が掲載された。9月23日、愛知一中時代の同期生や築城時代の海軍同期生ら25人が集い、讃井のエレクトーンで「惜別の譜」が演奏された。また恭一の妹・佐藤明子と知人・三宅悦子により前日に録音された「雨」のテープが会場に流された。
20年後、恭一の弟・哲夫により「兄・鬼頭恭一」という講演が行われ、再び「雨」の録音が流された。

### 戦後70年 藝大での再演
戦後70年にあたる平成27年(2015年)4月30日、東京・中日新聞に掲載された「早世の才能　音色響け」という記事をきっかけに、鬼頭恭一は世の注目を集め、朝日、毎日、読売、日本経済各新聞で相次いで取り上げられた。同年7月、恭一の遺品の中から創作ノートが発見され、うち3曲 = 鎮魂歌 (レクイエム)、アレグレット　イ短調、アレグレット　ハ長調が7月27日、東京藝術大学オープンキャンパスの一環として奏楽堂で行われた「～戦後70年　夢を奪われた音楽生徒～東京音楽学校の本科作曲部一年で出陣した二人の作品演奏会」で、村野弘二作品とともに初演され、この模様はNHK名古屋「ほっとイブニング」で放映された。また演奏会とは別に歌曲「雨」が永井和子のメゾ・ソプラノ、森祐子のピアノにより試演された。8月11日、名古屋・宗次ホールで行われたコーラス・グループ「ココロニ」演奏会で歌曲「雨」は成田七香のソプラノ、重左恵里のピアノにより公開初演された。このコンサートの模様はテレビ愛知「ニュースアンサー」、CBC「イッポウ」で放映され、翌12日の中日新聞、朝日新聞各朝刊に掲載された。12月15日、名古屋・熱田文化小劇場で「終戦を目前に才能を断たれた名古屋出身の作曲家/鬼頭恭一メモリアルコンサート」と銘打った名古屋パストラーレ合奏団特別演奏会が開催され、恭一の全作品(創作スケッチも含む)が上演された。(出演　メゾ・ソプラノ/永井和子、ピアノ/森裕子、演奏/名古屋パストラーレ合奏団、編曲・指揮/岡崎隆)平成28年(2016年)3月6日、東海ラジオ「らじおガモン倶楽部」で、また5月28日には「そして音楽は響く～おかしなおかしなクラシックホール」で恭一が取り上げられた。この放送では大中恩が、恭一の思い出を語っている。平成29年(2017年)7月30日、東京藝大が創立130年記念企画として「戦没学生のメッセージ〜戦時下の東京音楽学校・東京美術学校」を開催、恭一の「鎮魂歌」(オルガン/中田恵子)、「アレグレット ハ長調」(ヴァイオリン/澤和樹、ピアノ/迫昭嘉)、歌曲「雨」(メゾ・ソプラノ/永井和子、ピアノ/森裕子) の3曲が、他の3人 (葛原守、草川宏、村野弘二) の作品と共に演奏された。大中恩は次のように振り返る。
鬼頭君も村野君も、優秀な人だった。彼らの才能は戦後生かされるべきだったし、我々同期が競争したら音楽界も面白かっただろう。

## 作品
鎮魂歌 (レクイエム)～正宏君の英魂に捧ぐ～ (1942)(13小節/1分)
昭和15年(1940年)4月、鬼頭恭一は田園調布の親族・佐藤家に居候を始め、東京音楽学校作曲科入学を目指して勉強を重ねていた。翌16年12月、日本は米英と開戦。17年2月にはビルマ方面に従軍していた従兄・正宏の戦死が伝えられる。恭一はただちに鎮魂歌 (レクイエム)を作曲し、故人に捧げた。アダージョ・グラチオーソ (優美にゆっくりと)と記された、楽器指定のない16小節のコラール風小品。自筆譜は現在、靖国神社・遊就館に所蔵されている。
アレグレット　イ短調 (作曲年不詳) (186小節/4分)
2015年7月発見曲。a-b-aの三部形式からなるピアノ独奏曲。イ短調の生き生きとした印象的な主題で始まる。このテーマは短い経過部を挟んで何度も執拗に繰り返され、一転、中間部 (トリオ)では、8分の6拍子・ニ長調の美しい舞曲が登場する。大好きだったショパンのメロディや欧州のコントルダンス風のリズムなどから、恭一の西欧音楽に対する強烈な憧れがうかがえる。やがて冒頭のイ短調の主題に戻り、テンポを変えながら曲は一気に終りを告げる。
アレグレット　ハ長調 (「昭和19年7月6日、築城航空隊にて」の記述あり) (66小節/2分40秒)
2015年7月発見曲。昭和18年10月に海軍航空機操縦士の試験に合格していた恭一は、同年12月10日学徒出陣し、呉・三重で訓練を重ねたあと、九州・築城航空隊に転勤となった。ここで約1年の時を過ごす事になるのだが、この「アレグレット　ハ長調」は訓練の合間の休憩時間や休日に、小学校のベビーオルガンなどを使って作曲された、独奏楽器とピアノのための小品である。「アレグレット　イ短調」と同様にa-b-aの三部形式で書かれているが、自筆譜には独奏楽器の指定がなく、2015年7月の藝大の初演以降ヴァイオリンで演奏されて来た。音域的にはヴィオラやチェロなど他の弦楽器、木管楽器でも演奏出来る。曲は和音のさざめきが美しいピアノに乗って、独奏楽器が柔らかな主題を奏し始める。Dolce und sotto voce (柔らかく、そして　そっと声をひそめて) と、イタリア語とドイツ語がなぜか混在して書かれているのが謎。中間部に短調の行進曲風な旋律が表れるが、やがて冒頭の平和な主題に戻り、静かに曲は終わる。
無題 (女子挺身隊の歌) (20小節/1分)
2015年7月発見曲。依頼を受け作曲したと推測される、歌と伴奏によるシンプルな小品。
歌曲「雨」(1944) 「皇紀2604 (註/昭和19) 年10月30日～11月3日作曲完成」という書き込みあり。 (67小節/5分)
鬼頭恭一の代表作。自筆譜は現在、靖国神社・遊就館に所蔵。昭和19年秋、婦人雑誌に掲載された「雨」と題された和歌山県の女性の詩をもとに作曲に着手、わずか4日間で完成した。曲は静かに雨が降る故郷の情景から始まる。そこへ、愛する人が戦死し遺骨が帰って来たという知らせが届く。遺品を前に涙に暮れる女性。ふと外に目をやると、雨は静かに変わりなく降り続いている。生前この「雨」の紹介に全力を尽した恭一の弟・哲夫は「雨」は兄の反戦への精一杯の意思表示、と証言している。「生と死を貫くシンフォニー」や「カルメンのような人間臭いオペラ」を書くことを願っていた恭一の、その萌芽と言える「悲劇的和音」「ハーモニーの進行」「劇性」が、この5分の小品の中に込められている。1975年9月22日、恭一の妹・佐藤明子のピアノ、三宅悦子により初の録音がなされ、2015年7月恭一の母校藝大で永井和子のメゾ・ソプラノ、森裕子のピアノにより試演がなされ、同8月11日には名古屋・宗次ホールにおいて成田七香のソプラノ、重左恵里のピアノにより公開初演された。その後も名古屋・東京で再演されている。
「雨」　詩/清水史子　 曲/鬼頭恭一
たちばなの　眞白き花に　はつ夏の　小雨けむりて
たちばなの　ゆかしきかをり　ふるさとに　匂へるあした
わたつみの　潮の香こめて　ますらをの　かたみ届きぬ
大君の　御名となへつ　ほほゑみて　南に散りし
ますらをの　かたみとゞきぬ
　　
かずかずの　かたみの品に　在りし日の　おもかげ偲び
とこしへの　いさをたゝへて　文机に　ひとりしよれば
たちばなの　紀伊の國辺に　ひねもすの　小雨けむりぬ 

(註) 恭一は作曲にあたり、最後の歌詞を「はつ夏の　小雨けむりぬ」に変更している。
惜別の譜 (1945、讃井智恵子作曲/鬼頭恭一編曲) (16小節/1分15秒)
昭和20年4月、恭一は築城で奇跡的な再会を果たす。その人物は東京音楽学校選科時代の同期生・讃井智恵子であった。彼女は同科を1年ほどでやめ故郷・門司へ帰郷、その後築城に疎開し航空隊で事務生として働いていた。讃井の疎開先にピアノがあると聞いた恭一はその後日曜日ごとに訪れ、一日中ピアノを弾くようになった。恭一の情熱に刺激を受けた讃井は、自らも作曲を試みるようになった。「惜別の譜」は讃井が作曲した旋律を恭一が四部合唱に編曲したもので、自筆譜には5月17日と記されている。鎮魂歌と同様な16小節のコラ−ル風作品である。なお作品完成直後、恭一は特攻訓練のため山形への転勤を命じられ、この「惜別の譜」が彼の最後の作品となった。
 (惜別の譜/歌詞)
人のいのちの　さだめなら
つぼみのうちに　散ろうとも
わが身のなどて　惜しむらん

祖国に春の　来るものを 

## 鬼頭恭一のことば
- こうやって腹を切りながら歌ったんだよ。 (昭和15年11月25日、山田耕筰の歌劇「黒船」初演を聴いた恭一が、従兄弟の佐藤正知たちに) [7]

- 僕はきみたち兄弟をテーマにして、歌劇“アキちゃんとトモちゃん”を書くつもりだ。 (昭和15年頃/従兄弟の佐藤正知たちに) [7]

- これでチョピンでなくてショパンと読むんだよ、おかしいだろう？ (昭和16年頃、Chopinと書かれた楽譜を佐藤正知たちに見せて) [7]

- ものすごくむずかしい、だけど本人がこれを弾きこなしたんだから文句は言えないんだ。 (昭和16年頃、リストのラ・カンパネラの楽譜を佐藤正知たちに見せて) [7]

- ビゼーの「カルメン」のような人間の血の通った生々しいオペラこそ、本当のオペラだ。将来「道成寺」をテーマにしたオペラを書きたい [19]。

- 軍隊に入ったら要領よくやらなきゃ駄目だ。とにかく前に出たら駄目だ [20]。

- ベルリン・フィルハーモニーに演奏させて、自分が指揮をとるのが夢だ[20]。

- 「日本はもう見込みが無い」「俺は絶対死なない。間違っても死ぬようなバカなことはしない」[3]

- 「今に戦争も終る。それまで生き延びなくっちゃ」「生と死をつらぬくシンフォニーを書きたい」[5]。

- これから山形で突っ込みの練習をする (昭和20年5月22日/佐藤正知に)[7]

## 新聞記事
- 朝日新聞朝刊 「響け　陣中遺作の曲」(1975年9月10日)

- 東京新聞朝刊 「早世の作曲家　音色を現代に」(2015年4月30日)

- 中日新聞夕刊 「早世の才能　音色響け」(2015年4月30日)

- 中日新聞夕刊 (名古屋版) 「戦渦の作曲家　何思う」(2015年6月15日)

- 毎日新聞朝刊「もう一つの才能の死」 (2015年6月22日)

- 中日新聞朝刊 (名古屋版) 「戦渦の作曲家の遺作　8月に披露」(2015年6月24日)

- 朝日新聞夕刊 「学徒　悲嘆の遺作曲/8月披露　戦争の悲惨さ表現」(2015年6月24日)

- 東京新聞朝刊「早世の作曲家70年後の初演　新たに発見の楽曲　母校に響く」(2015年7月28日)

- 中日新聞朝刊「作曲家鬼頭恭一海軍で残す　優しき未発見曲　母校で初演奏」(2015年7月28日)

- 読売新聞朝刊 (愛知版) 「散った才能　残した歌曲/未発表作「雨」11日に披露」(2015年8月9日)

- 毎日新聞朝刊 (愛知版) 「故・鬼頭恭一さん　未発表曲「雨」を初披露」(2015年8月10日)

- 朝日新聞朝刊 (愛知版) 「志貫いた歌曲初演　故郷名古屋で平和願う調べ」(2015年8月12日)

- 中日新聞朝刊 (愛知版) 「終戦直前死亡、鬼頭恭一の未発表曲　地元名古屋で初披露」(2015年8月12日)

- 毎日新聞夕刊 (中部版) 「悲しみの歌初演　奪われた才能　発掘し世に」(2015年8月18日)

- 日本経済新聞夕刊　「戦没作曲家　楽譜は散らぬ　戦後70年、埋もれた楽曲を発掘・演奏」(2015年10月5日)

- 朝日新聞夕刊 (愛知版) 「学徒の祈り　思いはせ　遺作演奏会15日に」(2015年12月4日)

- 中日新聞夕刊 (名古屋版)「鎮魂と非戦の調べ総決算　鬼頭恭一の遺作演奏会」(2015年12月8日)

- 毎日新聞 (東京版)「東京芸大 響け、戦没学生の曲　７月コンサートへ」(2017年4月10日)

- 産経新聞「東京芸大１３０周年企画　奏楽堂で３０日演奏　戦没学生の「遺譜」蘇る調べ」(2017年7月14日)

- 朝日新聞 (東京版)「戦没学生が紡いだ曲、時を超えよみがえる　東京芸大が４人の楽譜発掘、演奏へ」(2017年7月24日)

- 東京新聞「戦没学生がのこした音楽作品に光を　台東・芸大奏楽堂で演奏会」(2017年7月28日)

- 朝日新聞 (東京版) 「戦没学生の調べ、よみがえる　芸大でコンサート」(2017年8月7日)